# Cercle national des armées
Le Cercle national des armées est la maison des officiers de France. C’est le lieu d’élection traditionnel des officiers qui s’y retrouvent. Pour les hautes autorités militaires, c’est également un lieu d’accueil de leurs hôtes de marque.
Établissement public administratif à vocation sociale et culturelle doté de la personnalité morale, le Cercle national des armées de Terre, de Mer et de l'Air (nom en forme longue) regroupe trois hôtels, trois restaurants ainsi que des salons de réceptions.
Si l’emprise la plus connue est sise au 8, place Saint-Augustin dans le 8e arrondissement de Paris, deux autres hôtels, Sainte-Geneviève et Lacordaire, font partie intégrante du Cercle.
Depuis près de 140 ans, la maison des officiers de France réalise sa mission au profit de ses membres et tient une place singulière dans le rayonnement du ministère des Armées.

## Historique
Dès 1886, des officiers et des personnalités contribuèrent à l’installation du Cercle dans l’immeuble situé au 49, avenue de l’Opéra. Ils versèrent pour cela une somme de 500 000 francs, permettant ainsi de constituer le fonds initial du Cercle qui fut officiellement créé par décret présidentiel du 5 février 1887. Figurent parmi les membres fondateurs et donateurs le général Boulanger, alors ministre de la Guerre, le duc de Dino (maison Talleyrand-Périgord), le duc de Feltre, le prince Bibesco, les généraux de Dampierre, Jung, Renault-Morlière, le capitaine de vaisseau d’Harcourt, l’éditeur militaire Charles-Lavauzelle, le diplomate Léonce Lagarde, etc. 
Le Cercle voyait ainsi défiler des officiers de toutes armes, permettant aux uns d’y trouver les commodités nécessaires à leur passage à Paris, aux autres d’allier esprit de corps et vie intellectuelle. Au lendemain de la Première Guerre mondiale, le Cercle s’ouvre naturellement aux officiers des armées alliées qui avaient partagé tant de combats communs. Avec la démobilisation, le Cercle devient par ailleurs un lieu propice au maintien des liens entre les officiers d’active et les officiers de réserve, appelés alors « officiers de complément ».
Le bail des locaux de l'avenue de l’Opéra expire le 31 décembre 1925, sans qu’il fût possible d’espérer son renouvellement eu égard à la pression locative. C’est ainsi que le département de la Guerre se préoccupa, dès 1920, de trouver un nouvel emplacement. Le résultat de ces recherches a été consigné dans un rapport du général commandant le génie du gouvernement militaire de Paris en date du 20 février 1922. Il conclut à l’affectation d’une partie du terrain de la caserne de la Pépinière à un immeuble spécialement construit pour recevoir le Cercle militaire.
À la suite de ce rapport et par une note du 1er juillet 1922, le ministre de la Guerre constitua sous la présidence de Frédéric François-Marsal, une commission pour continuer l’étude de ce projet. Les conclusions de cette commission forment le socle de la base du régime juridique adopté pour le Cercle. Dès que le Sénat et la Chambre des députés eurent adopté le texte de la loi concernant le Cercle militaire, celle-ci fut promulguée par le président de la République Alexandre Millerand le 16 avril 1924. Elle comportait un article unique : « En vue de faciliter l’installation du Cercle national des armées de Terre et de Mer, le département de la Guerre est autorisé à concéder pour une durée ne dépassant pas quatre-vingt-dix-neuf ans, une partie des terrains qui lui sont actuellement affectés à la caserne de la Pépinière à Paris et situés en bordure de la rue de la Pépinière et de l’avenue Portalis, dans les conditions du cahier des charges annexé à la présente loi. »
Le code de la Défense contient des dispositions spécifiques au Cercle national des armées.

## Bâtiments

### Saint-Augustin
Le palais d'inspiration néo-classique fut conçu par Charles Lemaresquier, architecte en chef des Palais nationaux et membre de l’Institut. La première pierre fut posée en 1926 et l’inauguration eu lieu le 10 décembre 1928 par le président de la République Gaston Doumergue. Quatre statues monumentales surmontent les colonnes de la façade. De la gauche vers la droite, le « Turco » de Jean-Antoine Injalbert, le « Poilu » de François Sicard, le « Marin » de Jean Boucher et le « Cuirassier » de Paul Landowski. En 1954, le bâtiment a été dédié à la mémoire du maréchal Joffre.
Il dispose de 84 chambres d'hôtellerie, de trois restaurants, d'un bar, d'une bibliothèque et de salons de réception.

### Sainte-Geneviève
À la suite du transfert de l’École polytechnique sur le plateau de Palaiseau, le Cercle s’est vu attribué l’immeuble situé au 17, rue Descartes. Construit dans les années 1930, ce bâtiment qui hébergeait les invités des élèves puis l’Institut Auguste-Comte a été aménagé en annexe du Cercle. Il dispose d’un jardin et d’une capacité de 41 chambres d’hôtellerie qui ont été rénovées en 2021 ; le petit-déjeuner y est servi en buffet.

### Lacordaire
Construit en 1981 par les travaux maritimes pour le compte de la Marine nationale, cet ancien hôtel des officiers mariniers a été mis à la disposition du Cercle national des armées en 2012. Il est situé 50 rue Lacordaire, dans le 15e arrondissement parisien, à proximité immédiate de l’hexagone Balard. Il dispose d’un jardin et d’une capacité de 27 chambres d’hôtellerie qui ont été rénovées en 2022 ; le petit-déjeuner y est servi en buffet.

## Membres
Le règlement intérieur distingue deux catégories :
- 1. Les membres de droit sont les officiers en activité. Leurs sont équiparés[pas clair] les aumôniers militaires[4], les aspirants ainsi que les officiers de réserve en rappel d’activité. Les conjoints des militaires morts pour la France appartiennent également de plein droit à cette catégorie.
- 2.	Les membres adhérents se partagent quant à eux en quatre catégories ; le personnel civil de catégorie « A » du ministère des Armées, les officiers des armées alliées, les membres adhérents statutaires (officiers généraux en deuxième section, officiers en retraite, membres de la Légion d’honneur ou de l'ordre national du Mérite, etc.) et les membres adhérents non-statutaires (personnes justifiant d’un authentique lien avec le ministère des Armées).

## Objets d’art
Au cours de son existence, le Cercle procède à des acquisitions, essentiellement des tableaux et des bronzes de valeur. Il reçoit aussi de nombreux dons, parmi lesquels une pièce unique, constituée par « une coupe d’argent massif et de vermeil avec incrustations d’émaux » offerte en 1895 en souvenir de la visite de l’escadre russe. Cette « bratina » (coupe de la fraternité) a été réalisée à Saint-Pétersbourg par Andreï Stepanovitch Braguine.

## Présidents et directeurs
Jusqu’en 1996, la fonction de président était assumée par le gouverneur militaire de Paris. Depuis, c’est son général adjoint qui est le président du conseil d’administration du Cercle national des armées. Le directeur central du service du commissariat des armées exerce, au nom du ministre de la Défense, la tutelle du Cercle national des armées.
Le Cercle national des armées est dirigé par un directeur, officier en position d'activité, désigné pour une période maximale de sept ans.

## La salle d’armes
Installée en 1880 dans la caserne du 37, rue de Bellechasse, la salle d’armes du cercle militaire est la plus ancienne salle d'armes parisienne encore en activité. Elle voit l’adoption de son premier règlement en octobre 1887 et c'est à la demande du colonel Féry d'Esclands qu'elle prend, dès 1888, ses nouveaux quartiers au 49, avenue de l’Opéra où siège alors le Cercle militaire.
En 1940, en raison de l’Occupation, la salle d’armes se transporte au 11 bis, rue Blanche et prends le nom de « salle Dodivers », du nom de l’adjudant maître d’armes qui est son professeur depuis 1920. À la fin de la guerre, la salle fait son retour à Saint-Augustin.
Historiquement, la salle d’armes n’accueillait que les officiers français en poste ou de passage à Paris. L’escrime, comme l’équitation, occupait alors une place prépondérante dans leur formation. Au fil du temps, la salle s’est ouverte à tous les militaires ainsi qu’à la société civile. Aujourd’hui, au fleuret, à l’épée ou au sabre, tous se croisent et s’affrontent sans distinction.
La salle d’armes est affiliée à la Fédération française d'escrime et à la fédération des clubs de la défense.

## Galerie

Bâtiments
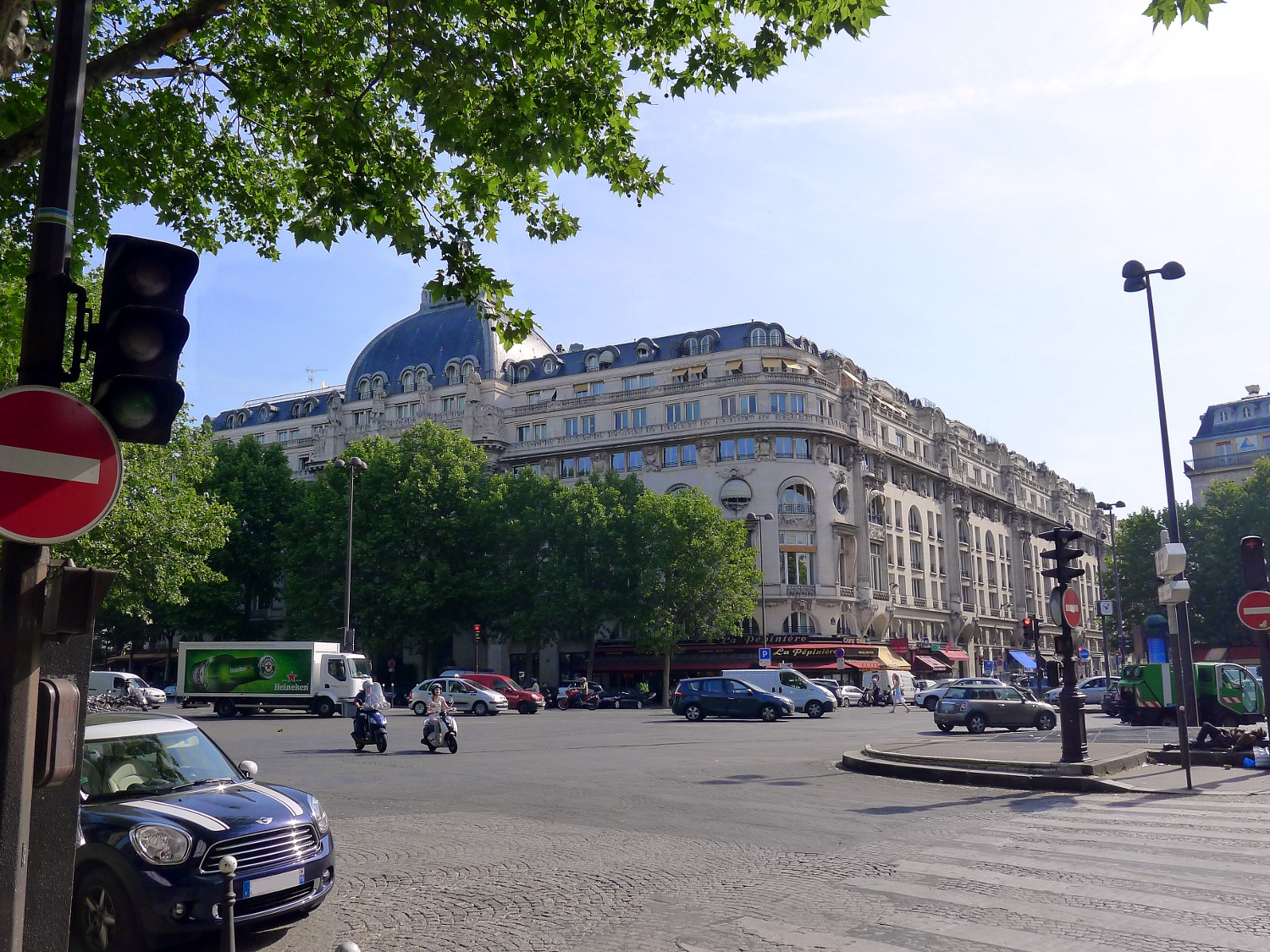
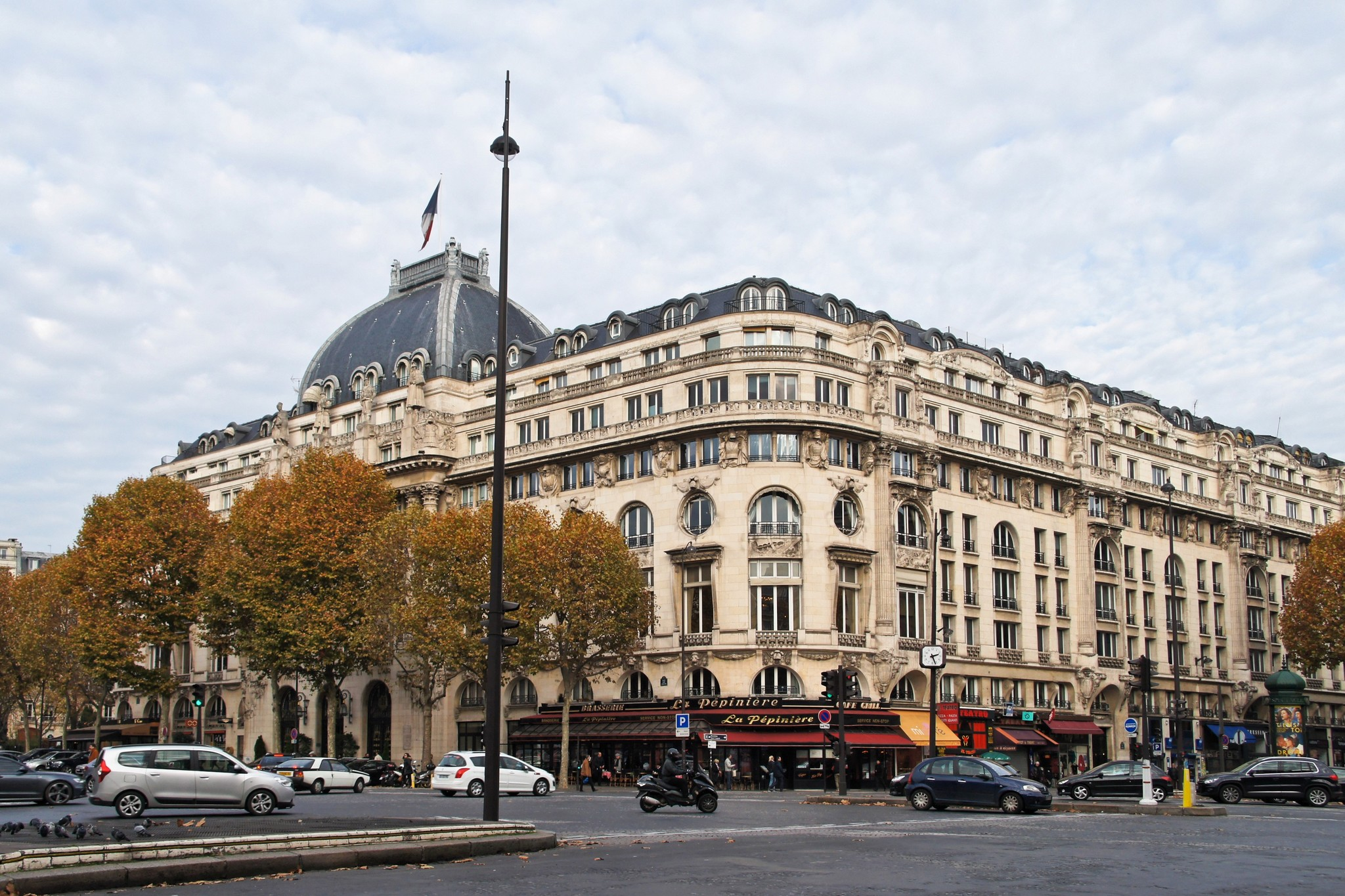
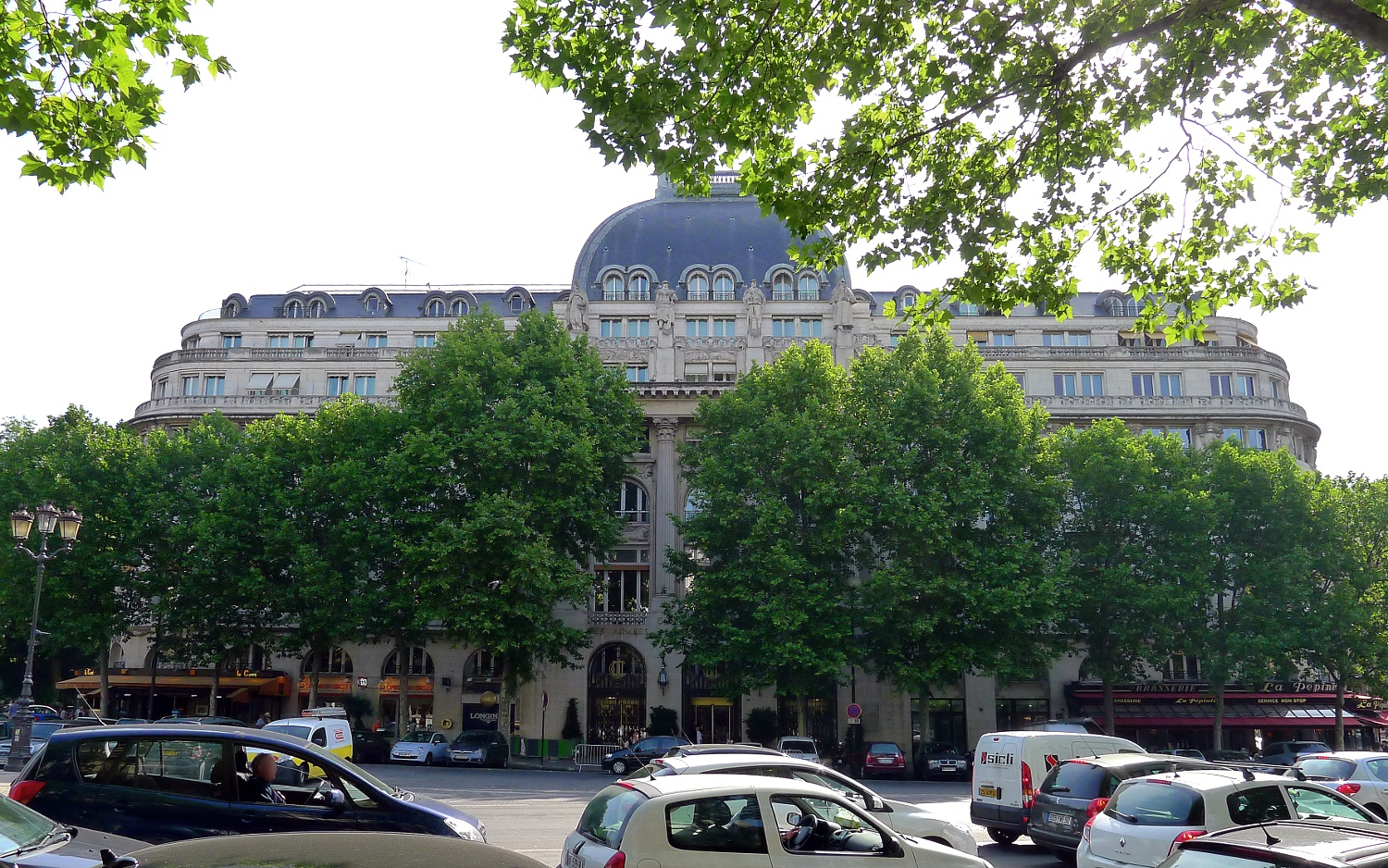
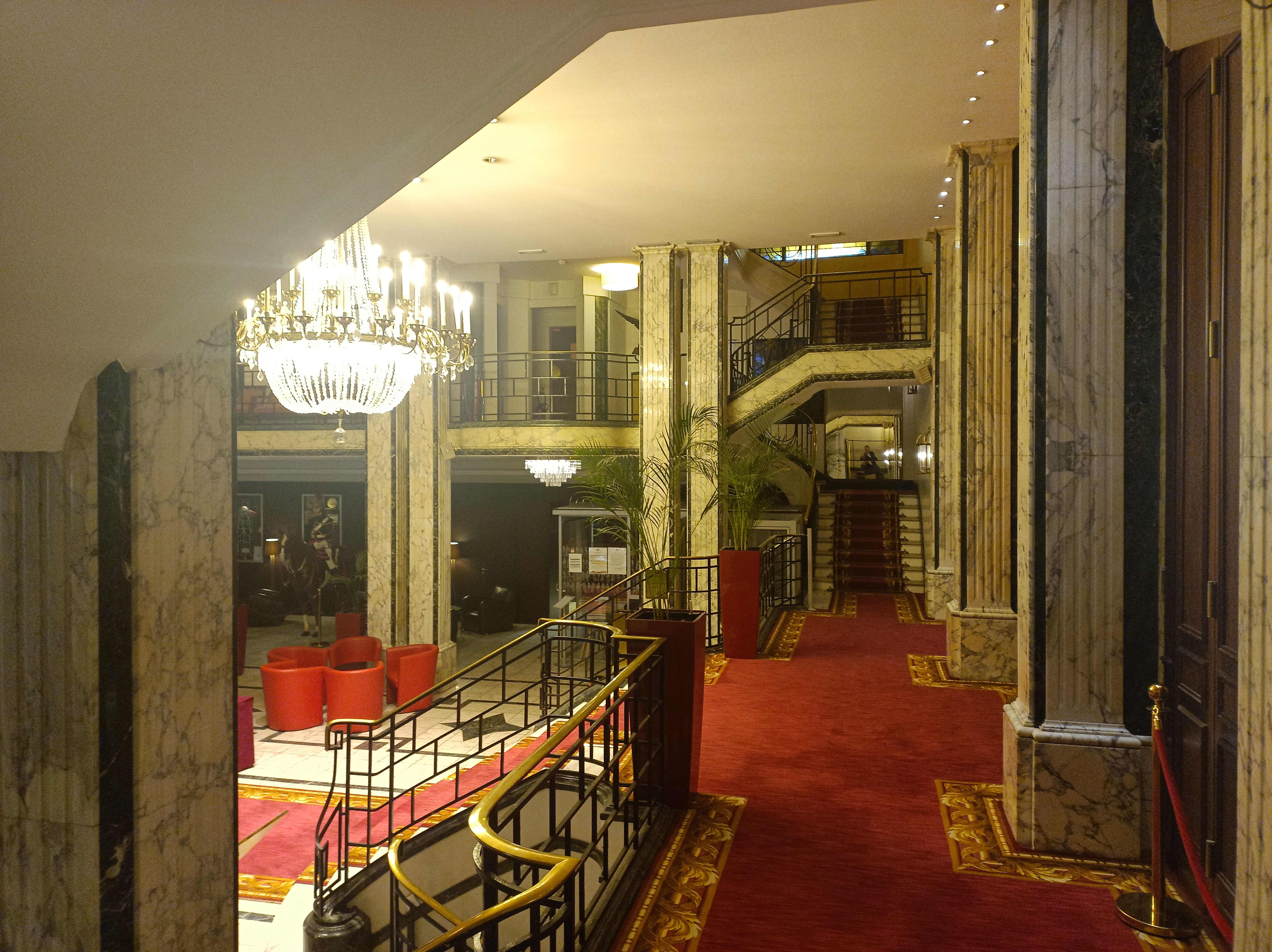
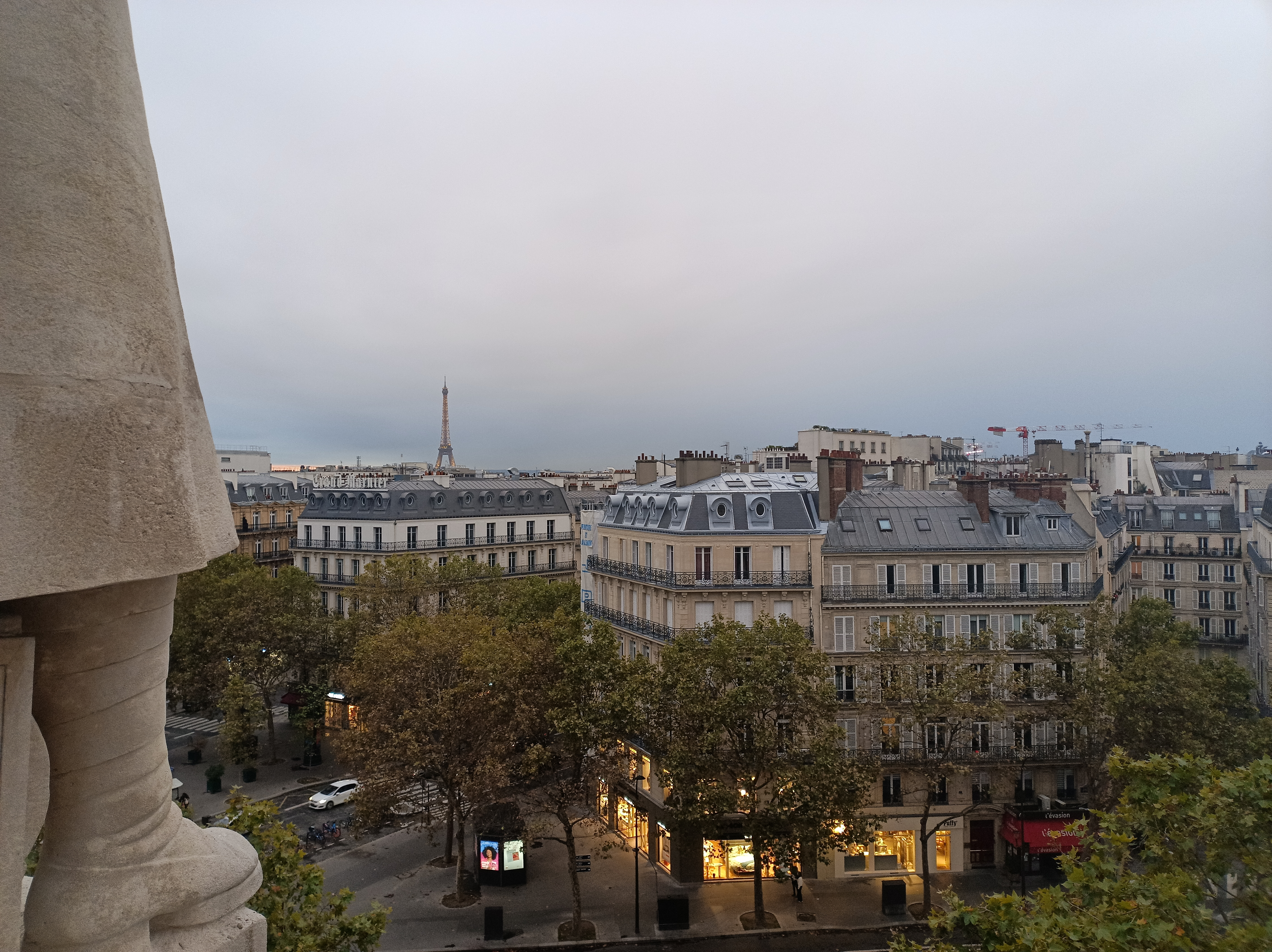
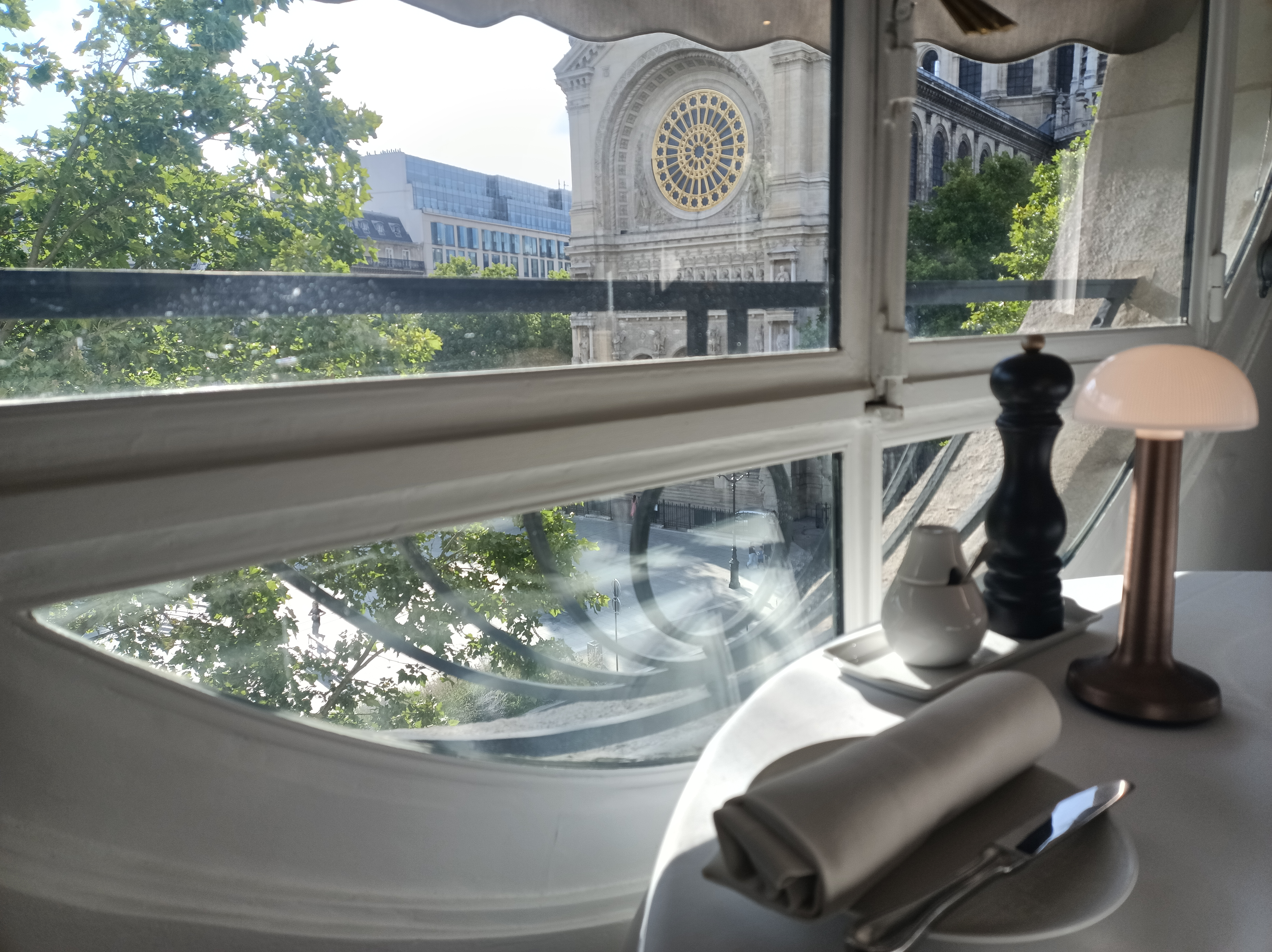

Plaques et médailles
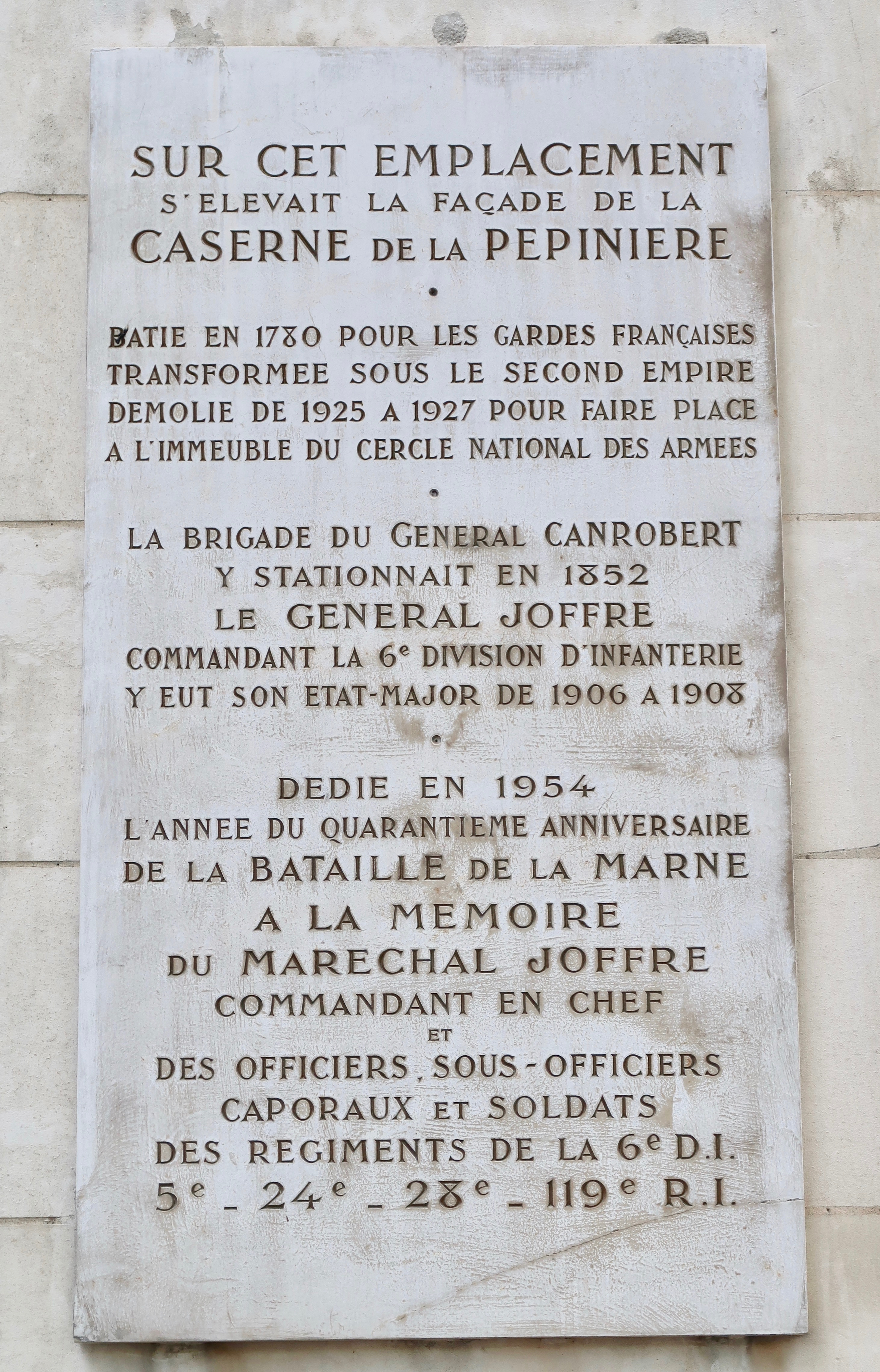
Plaque de la caserne de la Pépinière.
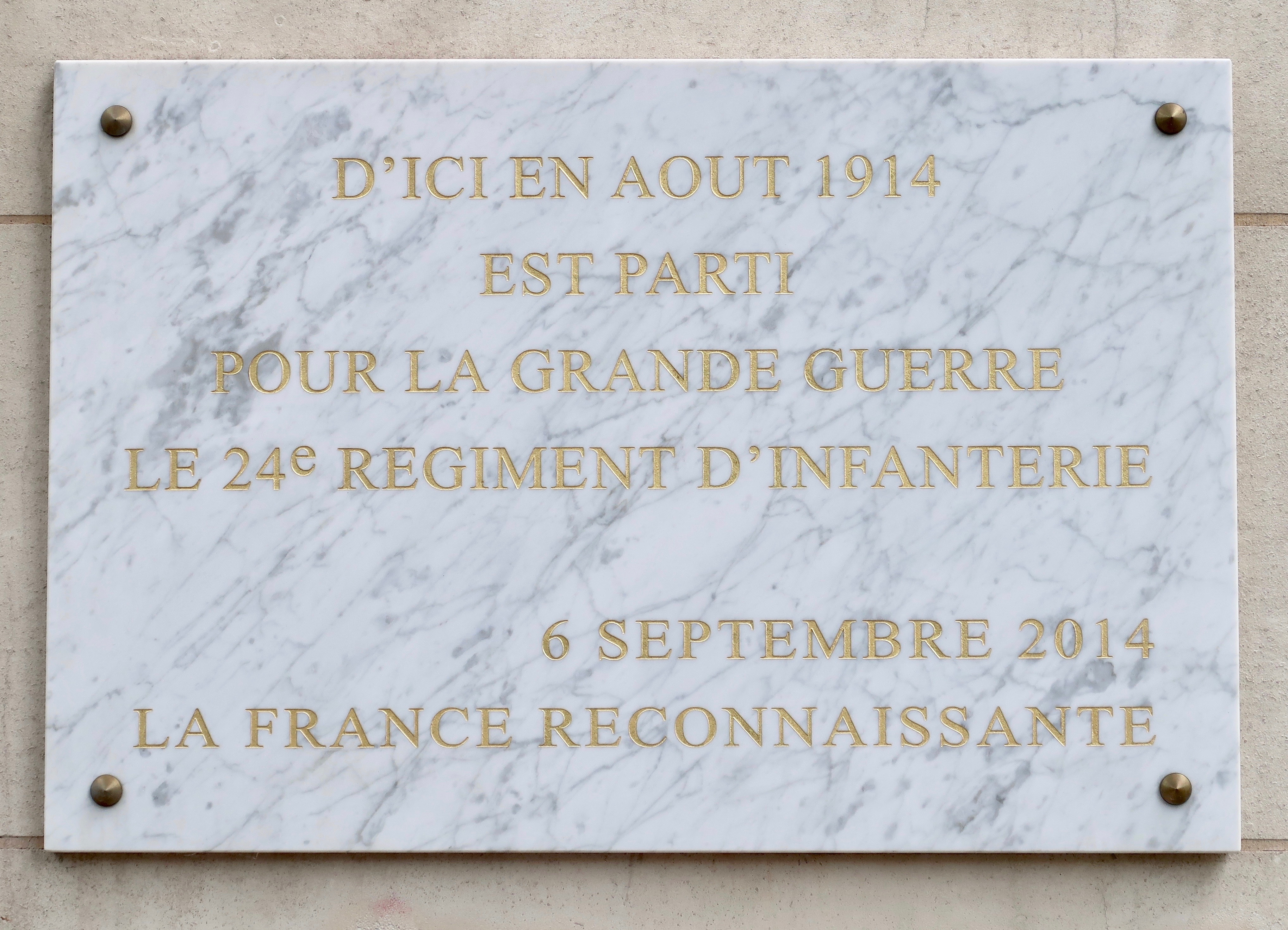
Plaque du 24e régiment d'infanterie.
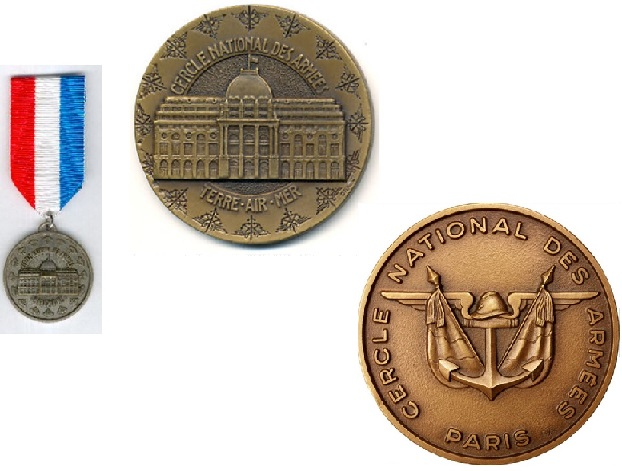
Médailles.